# كريستوفر ميندوزا
كريستوفر ميندوزا (بالإسبانية: José Cristóbal Hurtado de Mendoza y Montilla) (و. 1772 – 1829 م) هو سياسي، ومحام من فنزويلا .

## التعليم
تعلم في جامعة فنزويلا المركزية.